# Velo Gang
Velo Gang ist ein Biker/Film-Noir-Film des Schweizer Regisseurs Alex Kälin aus dem Jahr 2023. Das Erstlingswerk ist eine Hommage an die Biker-B-Movies der 1960er Jahre und hatte seine Weltpremiere am Warschauer Filmfestival 2023 in Polen.

## Handlung
Yosef ist ein junger Geflüchteter, der versucht, in der Schweiz seinen Lebensunterhalt zu verdienen. Bald wird ihm klar, dass der einzige Job, den er haben kann, darin besteht, Essen mit dem Velo auszuliefern. Die Tage sind lang, die Arbeitsbedingungen ausbeuterisch. In seiner Verzweiflung gerät Yosef auf die schiefe Bahn und ins Visier Zürichs gefährlichster Velo Gang. Dabei handelt es sich um eine Bande leidenschaftlicher Velokuriere.

## Veröffentlichung
Die Weltpremiere erfolgte am 8. Oktober 2023 bei den 39. Filmfestspielen von Warschau, wo der Film eingeladen wurde. Ebenfalls im Wettbewerb wurde er in den USA am Orlando Film Festival eingeladen.
Ein regulärer Kinostart in der Schweiz findet ab dem 3. Januar 2024 statt.